# Cantacuc
La serra o muntanyeta de Cantacuc és un accident geogràfic elevat que es troba a la vall de Planes i fa de fita del seu terme municipal amb els municipis de la Vall d'Alcalà i Benimassot. L'altura màxima d'aquesta serra és de 880 metres sobre el nivell del mar. A l'altiplà present en la muntanyeta, es troba una construcció en estat degradat d'origen morisc. Hi predomina el matorral baix en forma de romer, timonet i sàlvia, a més del típic pi mediterrani i la carrasca. Pel que fa a la fauna, hi predomina el conill, el senglar, a més de diverses àguiles reials.